# Pablo Álvarez Fernández
Pablo Álvarez Fernández, née en 1988, est un ingénieur aéronautique espagnol.
Il est nommé astronaute le 23 novembre 2022 par l'Agence spatiale européenne.

## Biographie

### Famille et formation
Il obtient un diplôme d'ingénieur aéronautique de l'université de León puis un master d'ingénierie aérospatiale de l'université de Varsovie.

### Carrière professionnelle
Il a travaillé en tant qu'architecte sur le rover Rosalind Franklin du programme ExoMars.

#### Astronaute
Le 23 novembre 2022, il fait partie comme astronaute de carrière de la nouvelle promotion de 17 astronautes (dont cinq de carrière, un parastronaute et onze de réserve, sur 22 523 candidats) de l'Agence spatiale européenne (ESA),.